# 硫代苹果酸
硫代苹果酸或巯基丁二酸是一种有机化合物，化学式为C4H6O4S，它是苹果酸的醇羟基被巯基取代的化合物。它可由顺丁烯二酸酐和硫脲反应制得。它和过渡金属盐反应，可以得到相应的配合物。